# Tetragonula hirashimai
Tetragonula hirashimai är en biart som först beskrevs av Sakagami 1978.  Tetragonula hirashimai ingår i släktet Tetragonula, och familjen långtungebin. Inga underarter finns listade.

## Beskrivning
Ett tämligen litet bi med en längd och vinglängd på ungefär 5 mm för arbetaren, något längre för hanen. Kroppen är svartbrun till svart, med nedre delen av antennerna brunorange.

## Ekologi
Släktet Tetragonula tillhör de gaddlösa bina, ett tribus (Meliponini) av sociala bin som saknar fungerande gadd. De har dock kraftiga käkar, och kan bitas ordentligt; arbetarna skyddar boet aggressivt.

## Utbredning
Arten förekommer endast i Thailand